# Форест (округ, Пенсильвания)
Округ Форест (англ. Forest County) располагается в штате Пенсильвания, США. Официально образован 11 апреля 1848 года. По состоянию на 2010 год, численность населения составляла 7716 человека.

## География
По данным Бюро переписи США, общая площадь округа равняется 1116,291 км2, из которых 1108,521 км2 суша и 3,000 км2 или 0,760 % это водоёмы.

## Население
По данным переписи населения 2000 года в округе проживает 4 946 жителей в составе 2 000 домашних хозяйств и 1 328 семей. Плотность населения составляет 4,00 человека на км2. На территории округа насчитывается 8 701 жилых строений, при плотности застройки около 8,00-ми строений на км2. Расовый состав населения: белые — 95,94 %, афроамериканцы — 2,22 %, коренные американцы (индейцы) — 0,40 %, азиаты — 0,14 %, гавайцы — 0,00 %, представители других рас — 0,69 %, представители двух или более рас — 0,61 %. Испаноязычные составляли 1,21 % населения независимо от расы.
В составе 23,20 % из общего числа домашних хозяйств проживают дети в возрасте до 18 лет, 55,70 % домашних хозяйств представляют собой супружеские пары проживающие вместе, 6,70 % домашних хозяйств представляют собой одиноких женщин без супруга, 33,60 % домашних хозяйств не имеют отношения к семьям, 29,10 % домашних хозяйств состоят из одного человека, 15,10 % домашних хозяйств состоят из престарелых (65 лет и старше), проживающих в одиночестве. Средний размер домашнего хозяйства составляет 2,29 человека, и средний размер семьи 2,81 человека.
Возрастной состав округа: 22,70 % моложе 18 лет, 5,90 % от 18 до 24, 22,60 % от 25 до 44, 28,90 % от 45 до 64 и 28,90 % от 65 и старше. Средний возраст жителя округа 44 лет. На каждые 100 женщин приходится 111,20 мужчин. На каждые 100 женщин старше 18 лет приходится 102,30 мужчин.